# Sân vận động Tiburcio Carías Andino
Sân vận động Tiburcio Carías Andino (tiếng Tây Ban Nha: Estadio Tiburcio Carías Andino) là một sân vận động đa năng ở Tegucigalpa, Honduras. Sân được sử dụng hầu hết cho các trận đấu bóng đá. Sân vận động có sức chứa 34.000 người và là sân nhà của câu lạc bộ bóng đá F.C. Motagua, C.D. Olimpia và Lobos UPNFM.

## Lịch sử
Sân vận động Quốc gia Tegucigalpa được xây dựng dưới thời chính quyền Tiburcio Carías Andino. Sân vận động này là sân nhà của đội tuyển bóng đá quốc gia Honduras trong vòng loại Giải vô địch bóng đá thế giới trong nhiều năm. Năm 1981, sân vận động này là nơi tổ chức của 6 quốc gia CONCACAF (Honduras, México, El Salvador, Canada, Haiti và Cuba) cho vòng loại cuối cùng của vòng loại World Cup 1982, nơi đã chứng kiến Honduras lần đầu tiên vượt qua vòng loại World Cup. Cho đến năm 1998 với việc hoàn thành Sân vận động Olímpico Metropolitano, El Nacional mới mất đặc quyền tổ chức hầu hết các trận đấu của Honduras. Kể từ đó, El Nacional rất ít khi tổ chức các trận đấu vòng loại.
Sân vận động đã tổ chức Cúp bóng đá Trung Mỹ 2009, nơi Panama đã giành chức vô địch Trung Mỹ đầu tiên và chứng kiến Nicaragua lần đầu tiên vượt qua vòng loại Cúp Vàng CONCACAF.

## Sự kiện
Sân vận động Tiburcio Carías Andino đã tổ chức các sự kiện bóng đá quốc tế lớn sau đây.
| Giải đấu                                            | Năm                    |
| --------------------------------------------------- | ---------------------- |
| Giải vô địch bóng đá CCCF                           | 1955                   |
| Giải vô địch bóng đá CONCACAF                       | 1967, 1981             |
| Cúp bóng đá Trung Mỹ                                | 1993, 2001, 2009       |
| Đại hội Thể thao Trung Mỹ                           | 1990                   |
| Giải vô địch bóng đá trẻ CCCF                       | 1960                   |
| Giải vô địch bóng đá U-20 Bắc, Trung Mỹ và Caribe   | 1978, 1994             |
| Giải vô địch bóng đá U-17 Bắc, Trung Mỹ và Caribe   | 1987, 2007             |
| Vòng chung kết CONCACAF Champions League            | 1972, 1980, 1988       |
| Vòng chung kết CONCACAF League                      | 2018                   |
| Vòng chung kết Cúp bóng đá Liên châu Mỹ             | 1972, 1988             |
| Vòng chung kết Cúp bóng đá liên câu lạc bộ Trung Mỹ | 1999, 2005, 2006, 2007 |